# حسین‌آباد (باغ صفا)
حسین‌آباد، روستایی در دهستان باغ صفا بخش باغ صفا شهرستان سرچهان در استان فارس ایران است.

## جمعیت
بر پایه سرشماری عمومی نفوس و مسکن در سال ۱۳۹۵، جمعیت این روستا برابر با ۴۸۱ نفر (۱۳۹ خانوار) بوده است.